# Associazione Sportiva L'Aquila 1967-1968
Questa pagina raccoglie le informazioni riguardanti l'Associazione Sportiva L'Aquila nelle competizioni ufficiali della stagione 1967-1968.

## Rosa
| N. |                   | Ruolo | Calciatore          |
| -- | ----------------- | ----- | ------------------- |
|    | Italia (bandiera) | D     | Giuseppe Andreassi  |
|    | Italia (bandiera) | C     | Guido Attardi       |
|    | Italia (bandiera) | C     | Luciano Baccante    |
|    | Italia (bandiera) | D     | Giorgio Bettini     |
|    | Italia (bandiera) | C     | Celestino Boragine  |
|    | Italia (bandiera) |       | Calderoni           |
|    | Italia (bandiera) | C     | Plinio Di Maggio    |
|    | Italia (bandiera) | A     | Giancarlo Dolcetto  |
|    | Italia (bandiera) | D     | Pietro Fontana      |
|    | Italia (bandiera) | C     | Bernardino Fracassi |
|    | Italia (bandiera) |       | Franceschetti       |
|    | Italia (bandiera) | C     | Ezio Gaddi          |

| N. |                   | Ruolo | Calciatore         |
| -- | ----------------- | ----- | ------------------ |
|    | Italia (bandiera) |       | Gioncati           |
|    | Italia (bandiera) | C     | Steno Gola         |
|    | Italia (bandiera) | D     | Adriano Grigoletti |
|    | Italia (bandiera) | C     | Rizzieri Mondazzi  |
|    | Italia (bandiera) | A     | Giuseppe Orlando   |
|    | Italia (bandiera) | P     | Sergio Petrilli    |
|    | Italia (bandiera) | C     | Giuseppe Picella   |
|    | Italia (bandiera) |       | Rigo               |
|    | Italia (bandiera) | A     | Francesco Scarano  |
|    | Italia (bandiera) | C     | Antonio Tomassoni  |
|    | Italia (bandiera) | P     | Romano Toni        |